# Commequiers
Commequiers – miejscowość i gmina we Francji, w regionie Kraj Loary, w departamencie Wandea. Leży ok. 10 km na wschód od Oceanu Atlantyckiego w pobliżu Saint-Gilles-Croix-de-Vie, Saint-Hilaire-de-Riez i Challans oraz 55 km na południe od centrum Nantes.
Znajdują się tu m.in. ruiny średniowiecznego zamku Château de Commequiers oraz antyczne pozostałości dolmen Dolmen des Pierres-Folles. 

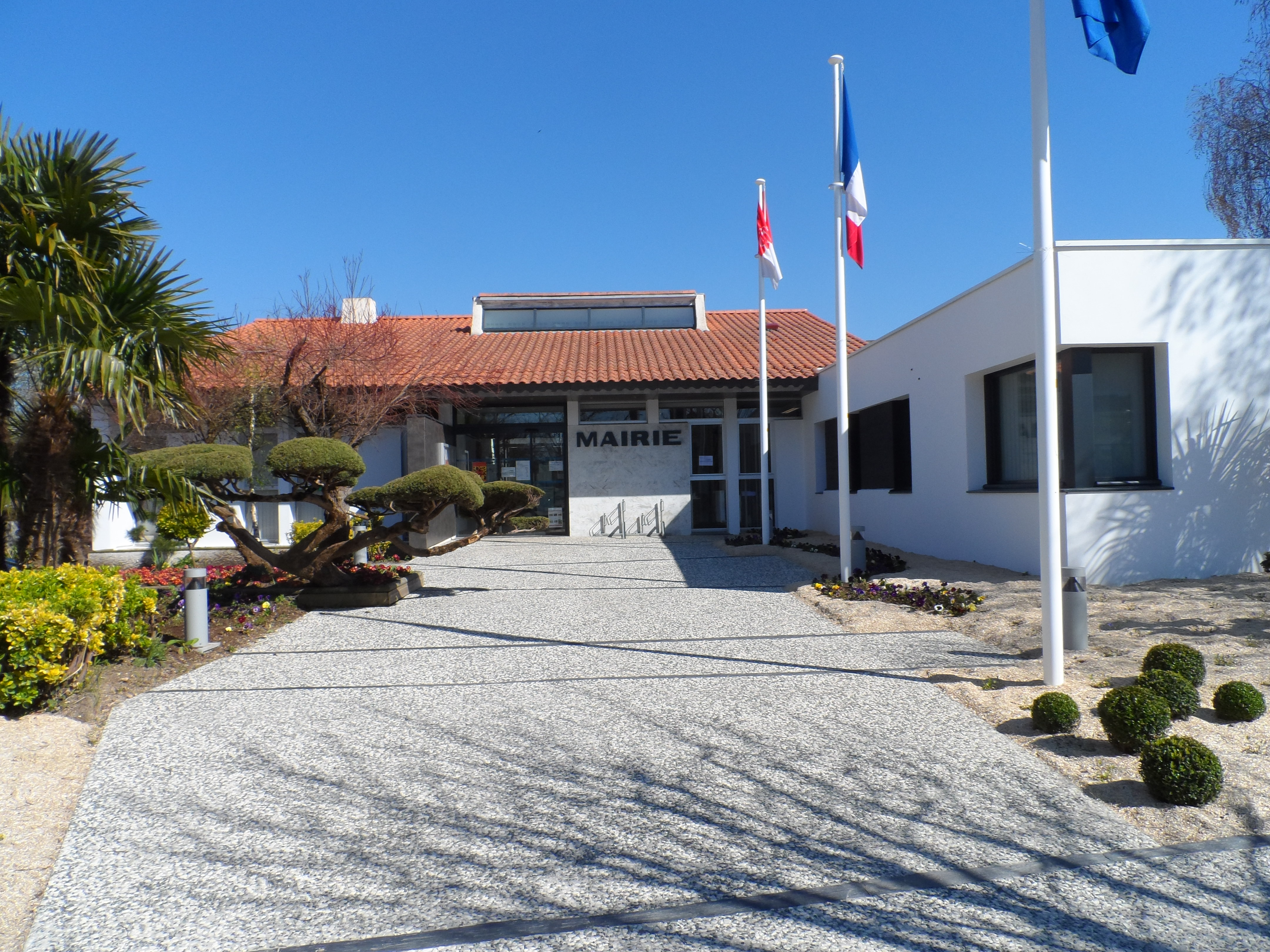
Ratusz
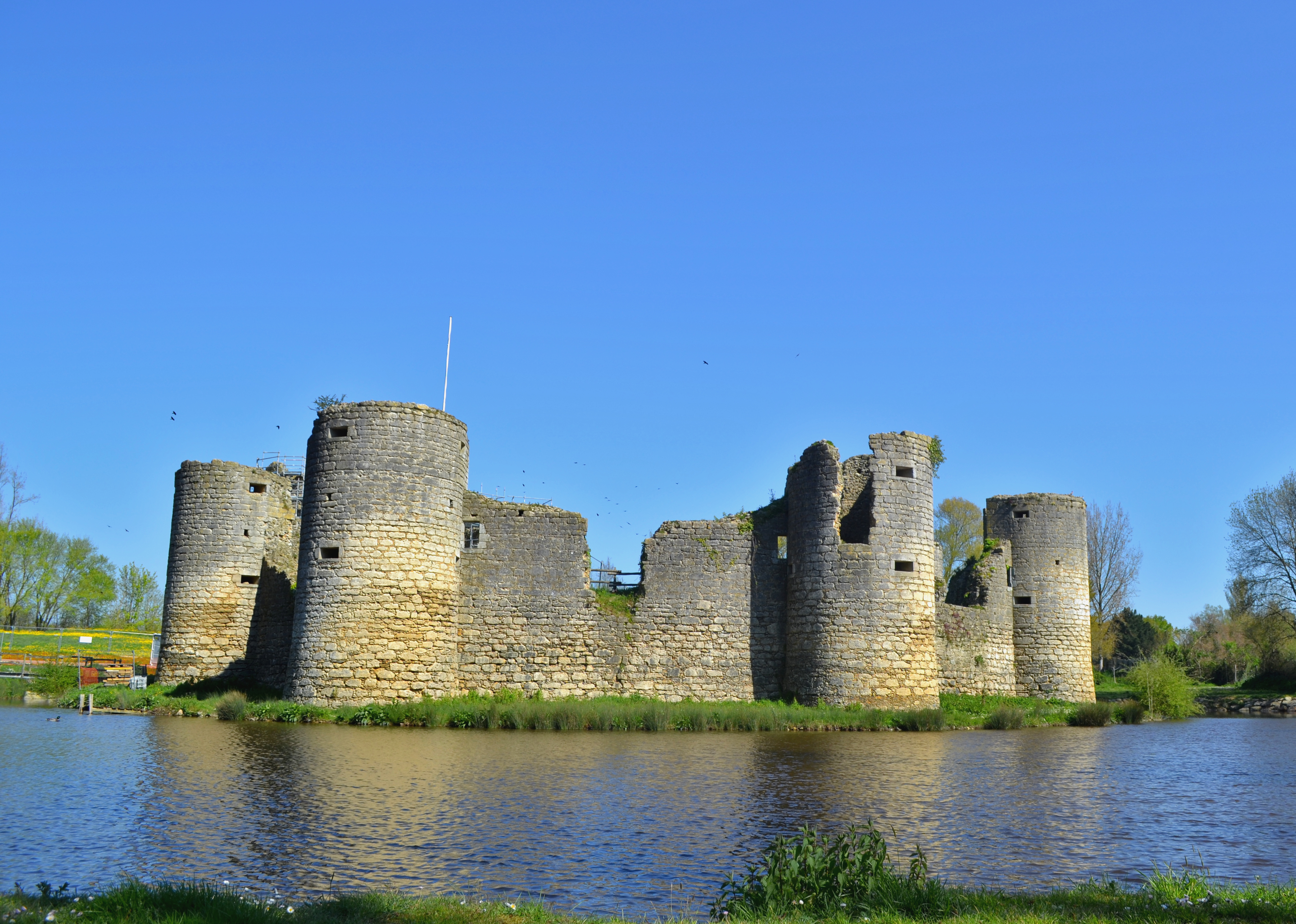
Ruiny średniowiecznego zamku Château de Commequiers
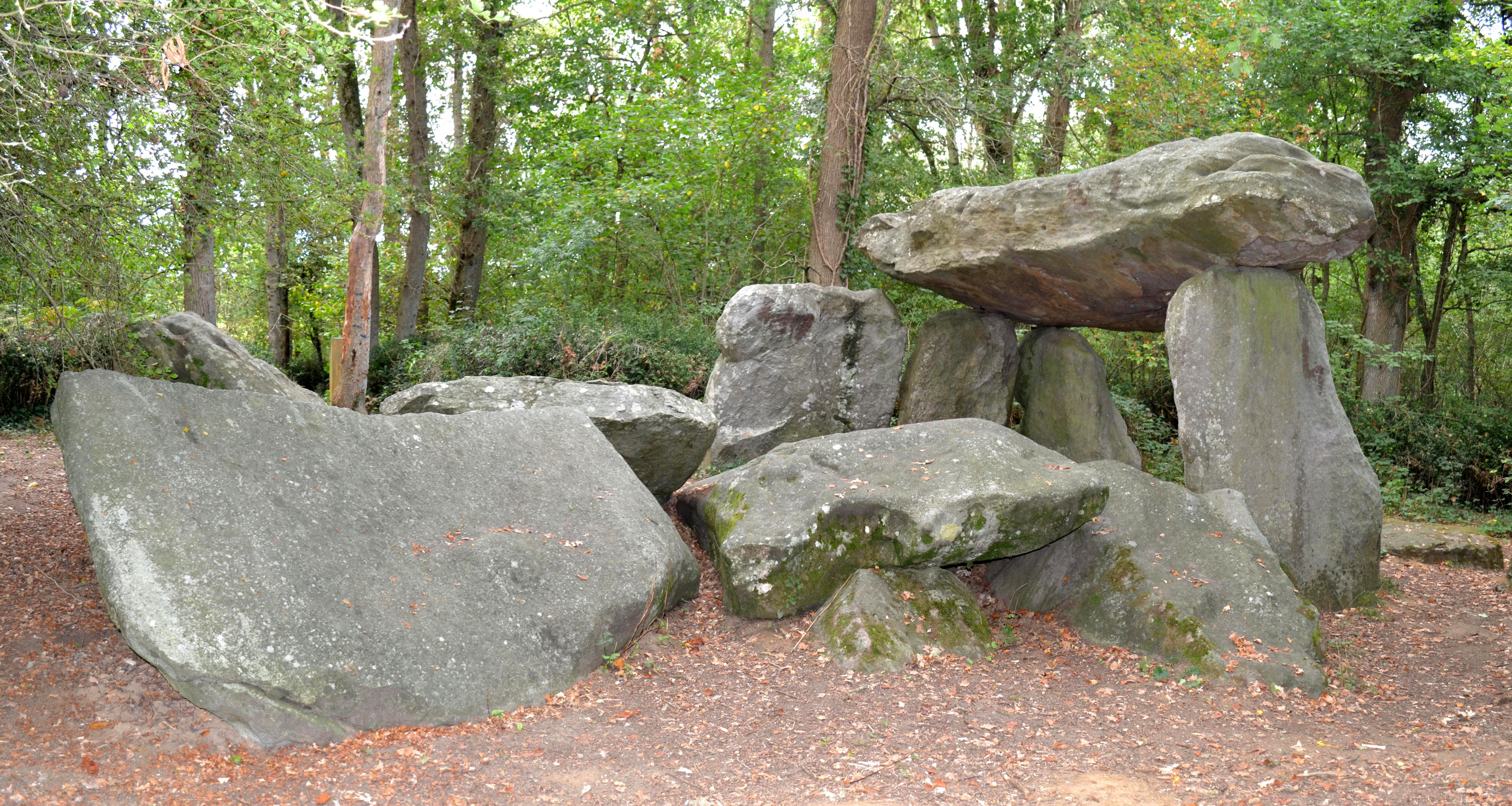
Dolmeny

## Klimat
| Miesiąc | Sty  | Lut  | Mar  | Kwi  | Maj  | Cze  | Lip  | Sie  | Wrz  | Paź  | Lis  | Gru  | Roczna |
| --- | ---- | ---- | ---- | ---- | ---- | ---- | ---- | ---- | ---- | ---- | ---- | ---- | ------ |
| Średnie temperatury w dzień [°C]                                                                                             | 9,6  | 10,2 | 12,7 | 16,0 | 18,7 | 22,2 | 23,8 | 23,4 | 22,0 | 18,1 | 13,7 | 10,6 | 16,8   |
| Średnie dobowe temperatury [°C]                                                                                              | 7,0  | 7,1  | 9,2  | 12,0 | 14,8 | 18,2 | 19,8 | 19,3 | 17,6 | 14,6 | 10,7 | 7,8  | 13,2   |
| Średnie temperatury w nocy [°C]                                                                                              | 4,4  | 4,1  | 5,7  | 8,0  | 10,9 | 14,1 | 15,8 | 15,3 | 13,3 | 11,1 | 7,8  | 4,9  | 9,6    |
| Opady [mm] | 86,5 | 62,1 | 62,0 | 52,0 | 48,8 | 38,4 | 33,8 | 46,4 | 50,8 | 80,7 | 101  | 84,5 | 747    |
| Średnia liczba dni deszczowych                                                                                               | 13,9 | 11,1 | 10,7 | 8,5  | 7,9  | 7,1  | 6,0  | 7,8  | 6,3  | 11,1 | 13,1 | 12,8 | 116    |
| Średnie usłonecznienie [h]                                                                                                   | 92   | 132  | 178  | 234  | 260  | 276  | 291  | 268  | 227  | 154  | 111  | 99   | 2324   |
| Źródło: Météo-France (liczba dni z opadami dla wartości 1 mm, 1991–2020, wysokość 27 m n.p.m., 33 km na południe od centrum) |      |      |      |      |      |      |      |      |      |      |      |      |        |